# Obraz Matki Bożej Pocieszenia w Sanoku
Obraz Matki Bożej Pocieszenia – obraz Matki Bożej z Dzieciątkiem Jezus w kościele Franciszkanów (Sanktuarium Podwyższenia Krzyża Świętego i Matki Bożej Pocieszenia w Sanoku) w Sanoku.

## Opis
Obraz Matki Bożej Pocieszenia znajduje się na ołtarzu bocznym po lewej stronie (patrząc w stronę prezbiterium). Stanowi typologicznie rodzaj Madonny Orans z Dzieciątkiem. Jest na nim ukazana Matka Boża, mająca dłonie złożone do modlitwy, w czuwaniu spoglądająca z adoracją na śpiące Dzieciątko Jezus. Na obrazie Madonna nosi płaszcz w barwie zielono-niebieskiej i szatę w kolorze czerwonym, zaś Jezus ma szatę białą, a płaszcz czerwono-szary. Obie postacie mają wokół głów aureole, powodujące efekt rozświetlenia, zaś cały obraz posiada tło w kolorze szarym.
Obie postacie są przyodziane w srebrną barokową sukienkę (została wykonana ok. 1700), zaś część górna powstała w wyniku uzupełnienia w 1888. Obecnie na ołtarzu dookoła obrazu są umieszczone wota ofiarowane przez wiernych, w tym odznaczenia miejscowego zakonnika, o Andrzeja Deptucha.
Obraz jest wykonany w technice olejnej, jego oryginalny rozmiar został wycięty w zakresie wokoło przedstawionych na nim postaci i nałożony na poszerzone tło. Wymiar obrazu stanowi 99 cm x 90,5 cm.
Obraz Matki Bożej Pocieszenia – Królowej i Pani Ziemi Sanockiej – został określony jako łaskami słynący. Na przestrzeni czasu wierni składają swoje wota ofiarując tym samym dziękczynienie za otrzymane łaski. Od lat w przekonaniu mieszkańców Sanoka i okolic obraz ma charakter cudowny.

## Historia

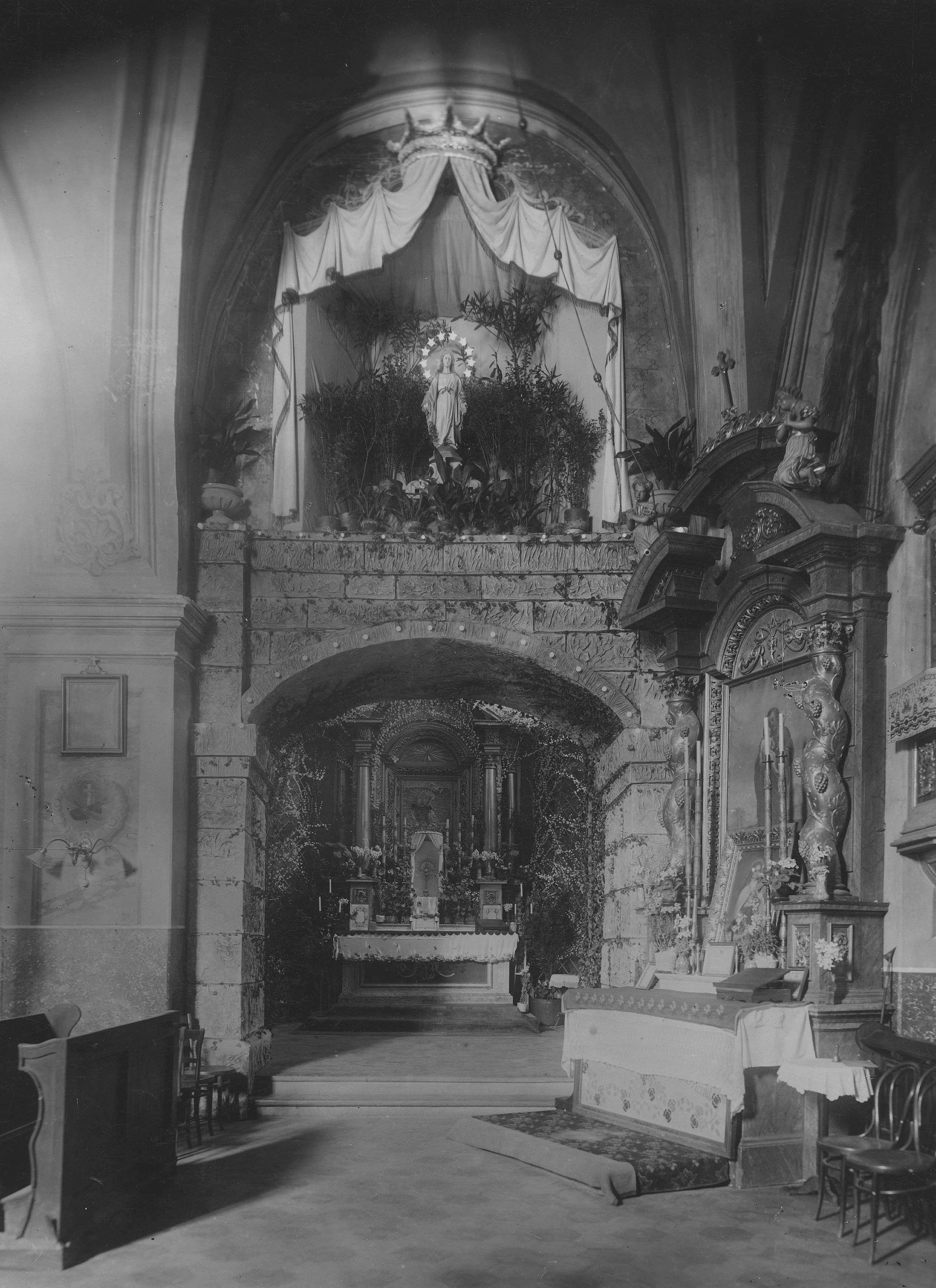
Lewy ołtarz i kaplica w kościele przed 1939

Zakonnicy franciszkańscy, przybyli do Sanoka w 1377 roku, otrzymali kościół pod wezwaniem Matki Bożej. 
Pierwotnie ofiarodawcą pierwszego obrazu był rotmistrz wojsk koronnych, hrabia Krzysztof Tarnawski, który wziął udział w wyprawie Stefana Batorego na Moskwę, a z niej przywiózł obraz Matki Bożej Pocieszenia, który w 1596 ofiarował klasztorowi franciszkanów w Sanoku (pisał o tym wizytator franciszkański Jan Donat a Caputo w swym protokole i ta wersja była powtarzana w późniejszym czasie). Jest to pierwsza wzmianka o kulcie obrazu MBP, jednak wspomniany obraz jest mylnie identyfikowany z obecnym. Wzmianka o obecnym obrazie pochodzi z 1698, zaś następnie rozwinął się kult w postaci ofiarowania przez wiernych wot.
Swoją dedykację obraz zawdzięcza Bractwu Paska (wzgl. Rzemienia) Matki Bożej Pocieszenia, założonemu przed 1783 przy klasztorze, które odprawiało nabożeństwa przed tymże obrazem. Członkowie tego stowarzyszenia odznaczali się rzemiennymi pasami, które nosili na swym odzieniu. Na przełomie lat 70./80. XVII wieku w Sanoku obchodzono święto Matki Bożej Pocieszenia w sierpniu.
Przez wiele lat obraz znajdował się w lewej (północnej) nawie kościoła, przez to zwanej zwyczajowo kaplicą Matki Bożej Pocieszenia. Odnowienia obrazu dokonywano w 1877, w grudniu 1888 (restaurację wykonał Ferdynand Majerski z Przemyśla, zaś odnowienia i oczyszczenia srebrnej sukienki sanocki brązownik Aleksander Piech). Wówczas ustanowiono dwie zasuwy na ołtarzu, na których widniały obrazy Matki Bożej Niepokalanej (kopia dzieła B.E. Murillo) i wizerunek Świętego Walentego. Pod koniec lat 80. XIX wieku ubogacenie ołtarza fundowali mieszkańcy miasta (m.in. małżonki Jana Gawła i Romana Zdankiewicza). Aleksander Piech wykonał w kaplicy Matki Bożej Pocieszenia pająk (1887), skarbonę (1889). W czerwcu 1889 ołtarz z obrazem został poświęcony. W tym czasie wizerunek Matki Bożej był przyodziany w sukienkę srebrną i pozłacaną (pochodzącą z pewnością sprzed 1772), wraz z ubogaceniem kamieniami, a wizerunki Maryi i Jezusa były ozdobione srebrnymi koronami z kamieniami ozłoconymi (ponadto w koronie zostały wprawione kolczyki). W 1908 cała kaplica została odnowiona zarówno wewnątrz (otynkowana), jak i na zewnątrz (cegła została zastąpiona kamieniem).
Na przestrzeni lat w kaplicy przed ołtarzem i obrazem Matki Bożej Pocieszenia były odprawiane różne nabożeństwa. Według kilku relacji o. Alojzego Karwackiego (byłego gwardiana sanockiego klasztoru, późniejszego prowincjała franciszkańskiego) z końca XIX i początku XX wieku, w tym czasie na obrazie zachowywała się sukienka i tło, wykonane ze srebrnej blachy, natomiast wcześniej umieszczone na nim wota zostały zabrane przez rząd austriacki w czasie panowania cesarza Józefa II w 1791 (władze zaborcze nie odebrały usunęły z obrazu srebrnej sukienki). Z polecenia prowincjała o. Karwackiego 20 lipca 1919 odprawiano o stałej godzinę dnia Prymaryję in colore dei aż do 1954 roku. Ołtarz w kaplicy pierwotnie był wykonany z drewna, był polichrowany na kolor jasnego marmuru. W 1937 został zastąpiony przez ołtarz stiukowy. Wówczas malarz Władysław Lisowski dokonał przemalowania ołtarza na barwę palisandrową.
W 1954 ks. Jan Patrzyk zasugerował gwardianowi sanockiemu o. Jakubowi Półchłopkowi odnowienie obrazu i ożywienie kultu matki Bożej (był to rok rocznicy 100-lecia Dogmatu o Niepokalanym Poczęciu Najświętszej Maryi Panny). W tymże roku przez trzy miesiące trwała konserwacja obrazu w Krakowie (w jej trakcie przywrócono pierwotny stan malowidła, usunięto domalowania na twarzy Jezusa, a ponadto powiększono tło). W tym roku Obraz Matki Bożej Pocieszenia został przeniesiony z lewej nawy (określana jako kaplica św. Józefa, obecnie kaplica św. Maksymiliana Kolbe) do lewego ołtarza świątyni, gdzie do tego czasu widniał obraz Matki Bożej Szkaplerznej (który następnie został przeniesiony do Kościoła Najświętszej Maryi Panny Królowej Polski w Zahutyniu pod Sanokiem). Po dokonanej restauracji, obraz powrócił do franciszkańskiego kościoła w Sanoku, gdzie od 6 maja 1954 trwało trzydniowe nabożeństwo, w trakcie którego kazania głosił ks. Patrzyk, po czym odnowiony obraz został poświęcony 9 maja 1954 przez sanockiego dziekana, ks. Antoniego Porębskiego. Jednocześnie obraz został umieszczony w innym miejscu świątyni, tj. w lewym ołtarzu, zaś celem nowej lokalizacji była korzystniejsza widoczność, a tym samym dostępność dla wiernych. Wspólnie z obrazem do nowego ołtarza przeniesione zostały dary wotywne. Przed renowacją z obrazu została zdjęta srebrna sukienka, zaś po odnowieniu malowidła nie została na nim przywrócona, lecz była przechowywana w walizce na strychu klasztoru.
Od tego czasu przed obrazem w nowym umiejscowieniu odbywały się nabożeństwa maryjne w uroczystości ku czci Matki Bożej, a także nabożeństwa w miesiącach maju i październiku. W pierwszą rocznicę odnowienia i poświęcenia obrazu, w dniu 8 maja 1955 przed obrazem uroczyście i publicznie ofiarowano miasto Sanok Niepokalanemu Sercu Matki Bożej. W 1954 została ustanowiona przez gwardiana o. J. Półchłopka księga o Matce Bożej Pocieszenia. Jako pierwszy dokonał w niej wpisu ks. kardynał Stefan Wyszyński, który od 29 października 1955 do 28 października 1956 był internowany przez władze komunistyczne w nieodległej od Sanoka Komańczy. W tym okresie, 24 sierpnia 1956 kardynał otrzymał od sanockich ojców franciszkanów kopię obrazu Matki Bożej Pocieszenia wraz z dedykacją od gwardiana o. Półchłopka. Po dwóch miesiącach od tego wydarzenia nastąpiło zwolnienie prymasa po łącznie trzech latach przetrzymywania go w domowym areszcie w różnych miejscach odosobnienia. Kardynał zabrał kopię obrazu ze sobą do Warszawy, skąd dnia 22 listopada 1956 tak wyraził swoje oświadczenie:

Dziękuję gorąco za modlitwy zanoszone w mej intencji przed Obrazem Matki Bożej Pocieszenia przez OO. Franciszkanów Sanockich – Duchowieństwo i lud Wierny, z radością stwierdzam, że w kilka dni po zawieszeniu obrazu w moim pokoju, otrzymałem wolność i wróciłem do pracy. Wyznanie to niech przyczyni się do wzrostu czci i nabożeństwa do Matki Bożej Pocieszenia. Wszystkim Czcicielom Matki Bożej Pocieszenia i Jej Opiekukom z serca błogosławię.

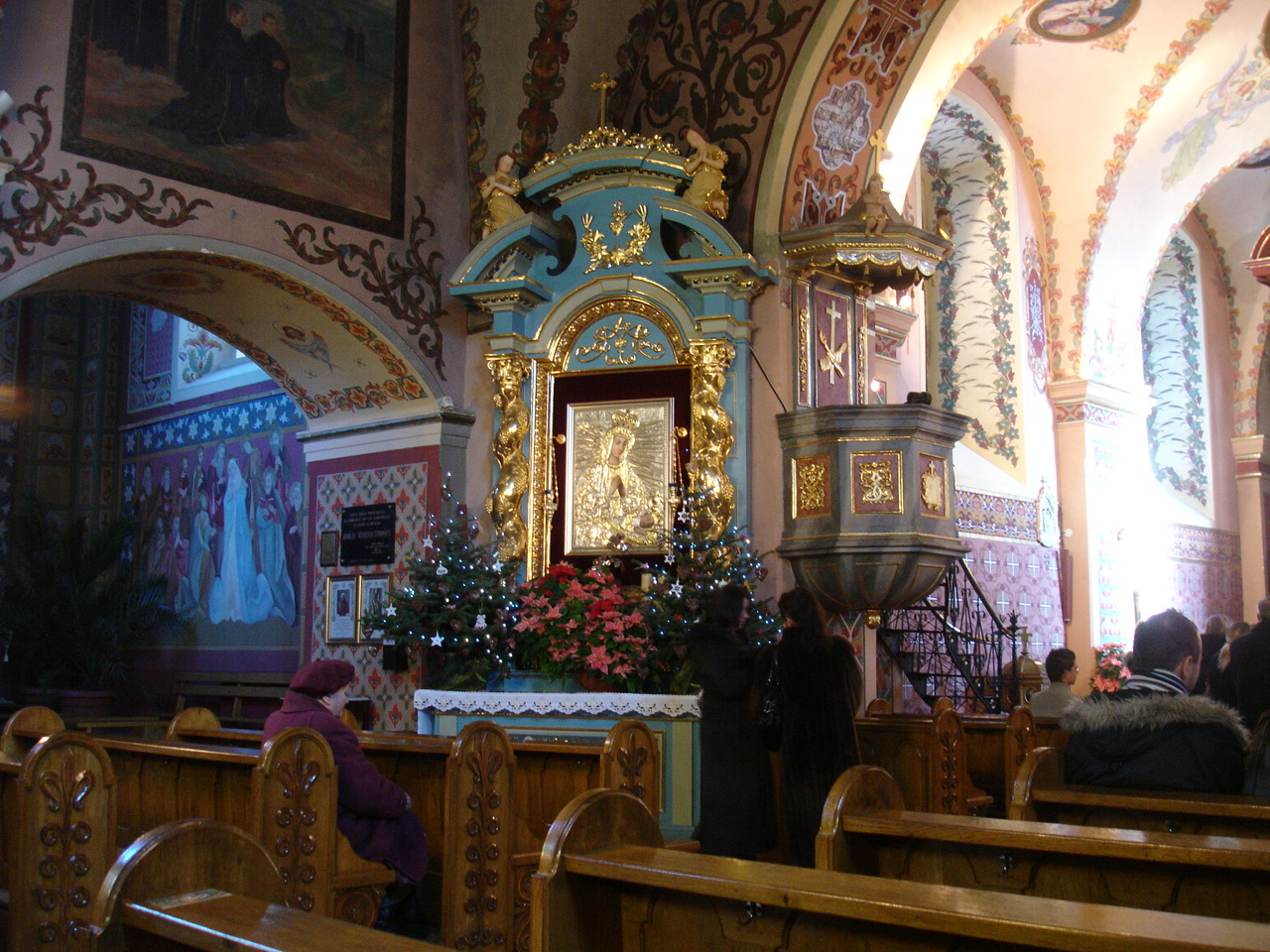
Ołtarz z obrazem (2007)

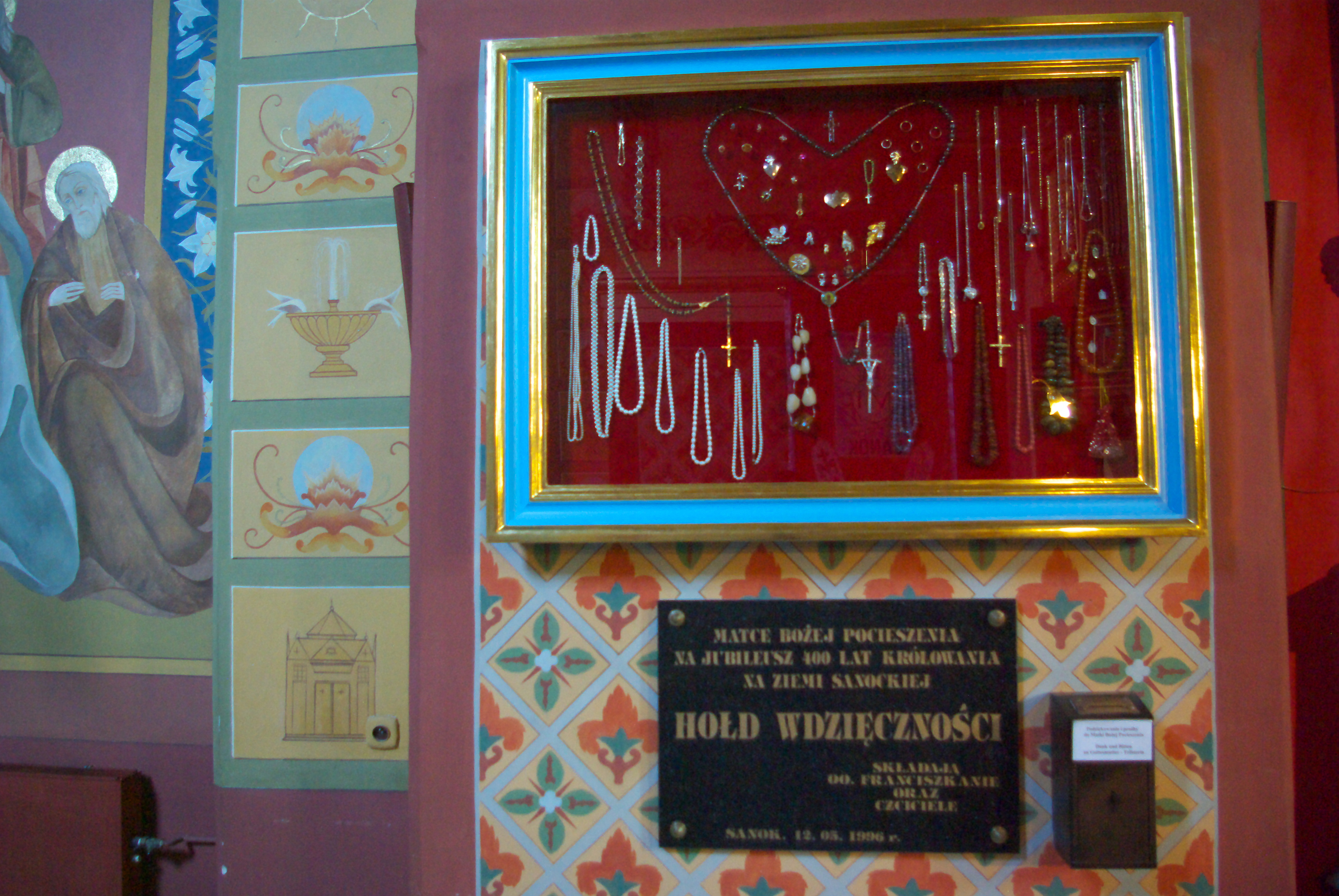
Tablica upamiętniająca i wota

Na wniosek sanockich franciszkanów 3 maja 1956 Sekretariat Episkopatu Polski ustanowił drugi tytuł (contitulus) dla kościoła tj. pod wezwaniem Matki Bożej Pocieszenia (prócz istniejącego dotychczas tytułu Podwyższenia Krzyża Świętego) oraz wyznaczył drugą niedzielę maja na uroczystość odpustową (genezą był fakt, że uroczystość 8 maja 1955 odbyła się we wtórą niedzielę tego miesiąca). Od tego czasu przed obrazem odbywały się nabożeństwa i modlitwy maryjne, m.in.: Godzinki o Niepokalanym Poczęciu Najświętszej Maryi Panny, Pod Twoją Obronę, Litania do Najświętszej Maryi Panny, cząstki różańca świętego, nabożeństwa majowe i październikowe, w święta maryjne oraz ustanowiona wówczas Nieustanna Nowenna do Matki Bożej Pocieszenia w środy każdego tygodnia. 1 lipca 1969, decyzją bpa Ignacego Tokarczuka, sanoccy franciszkanie prowadzą ponownie parafię erygowaną Podwyższenia Krzyża Świętego i Matki Bożej Pocieszenia w Sanoku. Do ww. księgi wpisali się również bp Wojciech Tomaka, 20 sierpnia 1966 bp Jerzy Stroba, 10 września 1977 bp Ignacy Tokarczuk.
W 1955 kopię obrazu wykonał sanocki malarz Bronisław Naczas. Po ponownym ujawnieniu dotychczas przechowywanej srebrnej sukienki z obrazu przez o. Ottona Szmyda w 1967, została ona oczyszczona przez Kazimierza Męcińskiego, zaś o wykonaniu na płótnie wizerunków twarzy i rąk Matki Bożej i Dzieciątka Jezus powstał osobny obraz złożony z płótna i srebrnej sukienki (wymiary tejże kopii obrazu łącznie ze srebrnymi ramami: 117 cm x 85 cm)
We wrześniu 1961 malarz W. Lisowski dokonał ponownego odnowienia lewego ołtarza, w tym ozłocenia. W tym okresie dokonywaniu różnych ozdobień ołtarza, w tym oświetleń przy pomocy lampek elektrycznych i lichtarzy. Ołtarz nie posiada zasuwy, w związku z czym Obraz Matki Bożej Pocieszenia jest stale widoczny.
W 1994 rozpoczęto renowację ołtarza i obrazu Pani Ziemi Sanockiej. Oprócz Nieustannej Nowenny odprawianej w środę każdego tygodnia, dodatkowo w każdą pierwszą środę miesiąca odbywa się nabożeństwo z procesją z kopią obrazu wokół sanockiego rynku.

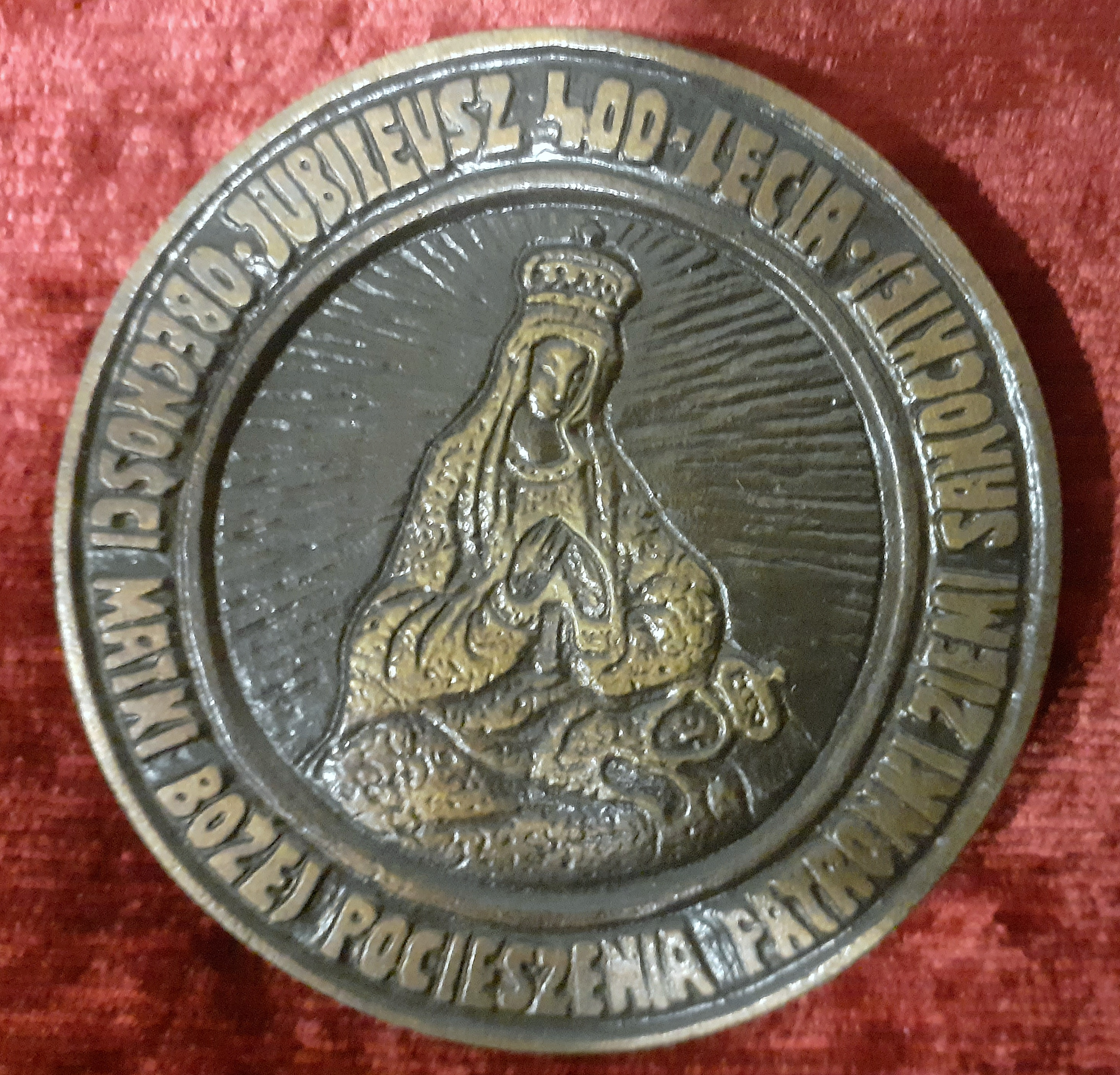
Plakieta na 400-lecie kultu MBP w Sanoku

12 maja 1996 odbyła się uroczystość 400-lecie kultu Matki Bożej Pocieszenia, którą uświetniła wizyta m.in. kard. Józefa Glempa, Prymasa Polski oraz Nuncjusza Apostolskiego abpa Józef Kowalczyk. Fakt ten, oraz kult MBP, upamiętniają tablice pamiątkowe:
- Tablica z inskrypcją "Matce Bożej Pocieszenia na jubileusz 400 lat królowania na ziemi sanockiej Hołd Wdzięczności składają oo. Franciszkanie oraz czciciele. Sanok 12.05. 1996 r.". Ufundowana w czasie obchodów 400-lecia obecności obrazu MB Pocieszenia w kościele. Tablica została odsłonięta 12 maja 1996, gdy mszę św. odprawił kardynał Józef Glemp[39]. Została ustanowiona w kościele na ścianie pomiędzy ołtarzem z obrazem Matki Bożej Pocieszenia a kaplicą św. Maksymiliana Kolbe (lewa nawa boczna), gdzie w przeszłości obraz był umieszczony.
- Tablica z inskrypcją: "Na pamiątkę jubileuszu 400 lat kultu Matki Bożej Pocieszenia. Zgromadzeni na sanockim rynku wraz z Józefem kardynałem Glempem prymasem Polski. Oo. Franciszkanie oraz czciciele M.B. Pocieszenia. Sanok, 12.05. 1996 r.".
- Tablica z inskrypcją "Sanktuarium Matki Bożej Pocieszenia – Pani Ziemi Sanockiej".

Do 2002 trwała konserwacja obrazu, wykonany w Krakowie.
19 marca 2005, dekretem metropolity przemyskiego abpa Józefa Michalika, w przyklasztornym kościele zostało erygowane sanktuarium Matki Bożej Pocieszenia – Pani Ziemi Sanockiej.
Poeta Jan Szelc napisał 10 września 2006 wiersz pt. Do sanockiej Pani (wydany w tomiku poezji pt. Łzą żywiczną zalakowane w 2008), opiewający obraz Matki Bożej Pocieszenia i sam kościół franciszkanów w Sanoku.